# Matej Stare
Matej Stare (* 20. Februar 1978) ist ein ehemaliger slowenischer Radrennfahrer und späterer Sportlicher Leiter.
Nachdem Stare 2001 eine Etappe bei der Kroatien-Rundfahrt gewann fuhr er seit 2002 für das slowenische Radsportteam Perutnina Ptuj. In den Folgejahren gewann er die Gesamtwertung der Serbien-Rundfahrt und Abschnitte von weiteren Etappenrennen und Eintagesrennen des internationalen Kalenders.
Zum Ende der Saison 2010 beendete er seine Karriere als Aktiver und wurde Sportlicher Leiter bei seiner letzten Mannschaft Sava.

## Erfolge
2001
- eine Etappe Kroatien-Rundfahrt

2004
- Poreč Trophy

2006
- eine Etappe The Paths of King Nikola

2007
- eine Etappe The Paths of King Nikola
- Gesamtwertung und eine Etappe Serbien-Rundfahrt
- eine Etappe Slowakei-Rundfahrt

2008
- eine Etappe Vuelta a Cuba
- Beograd-Banja Luka II
- Raiffeisen Grand Prix

2009
- eine Etappe The Paths of King Nikola

## Teams
- 2002 Perutnina Ptuj-KRKA Telekom
- 2004 Perutnina Ptuj
- 2005 Perutnina Ptuj
- 2006 Perutnina Ptuj
- 2007 Perutnina Ptuj
- 2008 Perutnina Ptuj
- 2009 Sava
- 2010 Sava